# بوبي لوتز
بوبي لوتز (بالإنجليزية: Bobby Lutz)‏ هو مدرب كرة سلة أمريكي، ولد في 4 أبريل 1958 في هيكري في الولايات المتحدة.

## روابط خارجية
- بوبي لوتز على موقع كلية كرة السلة في سبورتس رفرنس.كوم (الإنجليزية)